# Аккуаформоза
Аккуаформоза (итал. Acquaformosa) — коммуна в Италии, располагается в регионе Калабрия, в провинции Козенца.
Население составляет 1234 человека (2008 г.), плотность населения составляет 59 чел./км². Занимает площадь 22 км². Почтовый индекс — 87010. Телефонный код — 0981.
Покровителем коммуны почитается Иоанн Креститель, память 24 июня.

## Демография
Динамика населения:

## Администрация коммуны
- Официальный сайт: https://web.archive.org/web/20060204221510/http://www.comunediacquaformosa.it/